# European Sleeper
European Sleeper is een Nederlandse coöperatie die sinds mei 2023 de gelijknamige nachttrein uitbaat die Brussel en Praag verbindt en stopt op verschillende stations in Nederland en Duitsland.

## Tarieven
Sinds juli 2023 zijn Interrail- en Eurail-passen geldig op de European Sleeper, waarbij een variabele toeslag wordt gevraagd voor de reservering.

## Treindienst

### Mei 2023 t/m maart 2024: Brussel – Berlijn
Vanaf mei 2023 tot en met maart 2024 reed European Sleeper drie keer per week van Brussel naar Berlijn. De haltes waren toen in Brussel, Antwerpen, Roosendaal, Rotterdam, Den Haag HS (alleen Brussel – Berlijn), Amsterdam, Amersfoort (alleen Brussel – Berlijn), Deventer, Bad Bentheim, Berlijn Hauptbahnhof en Berlijn Ostbahnhof.

De verbinding vond driemaal per week plaats met vertrek in Berlijn op zondag, dinsdag en donderdag. Telkens een dag later in omgekeerde richting. Op maandag vertrok er geen trein.

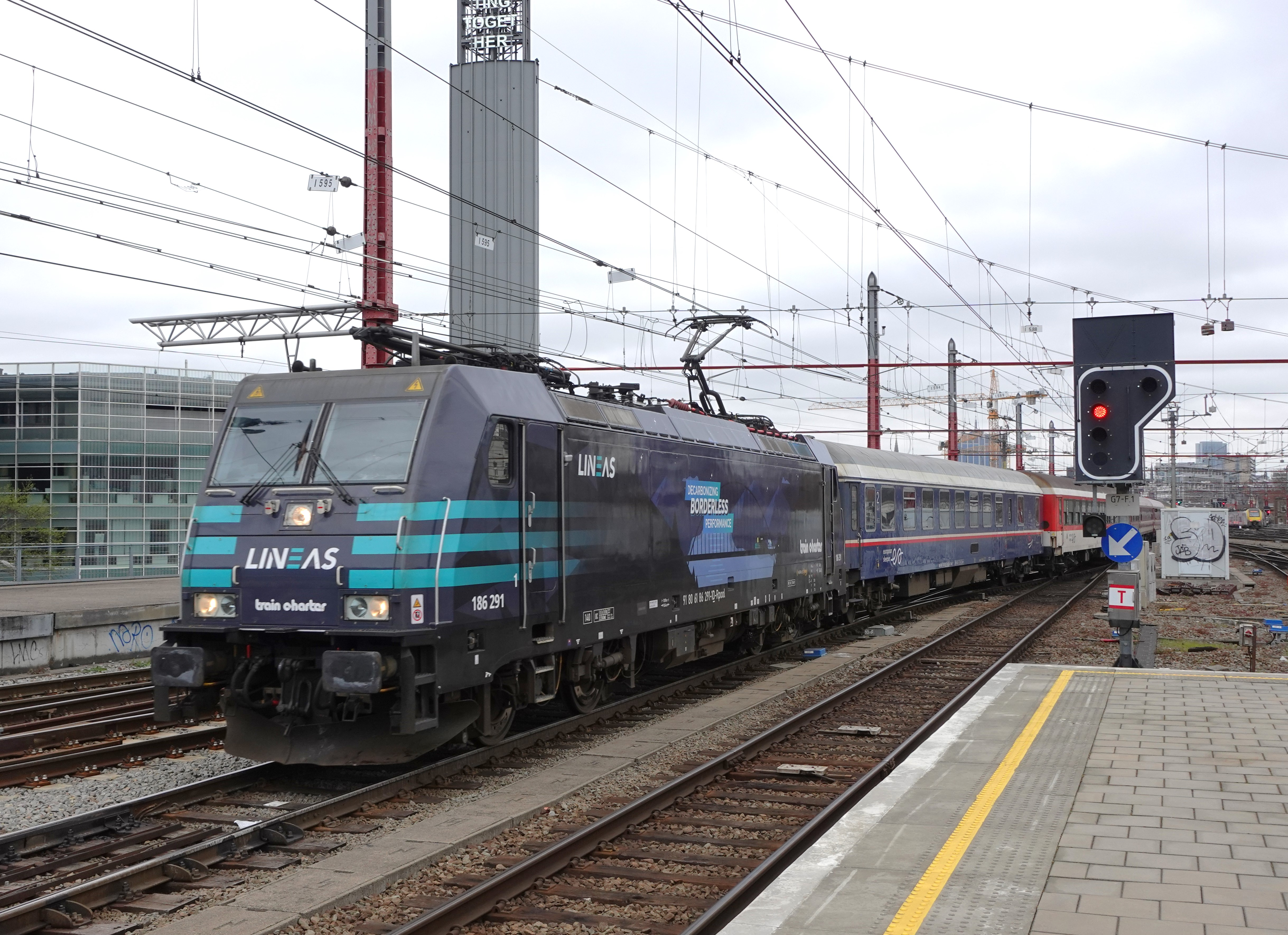
Aankomst van de eerste European Sleeper nachttrein uit Praag in Brussel-Zuid op 26 maart 2024 met de LINEAS 186 291 in een speciale lak aan de voorkant van de trein.
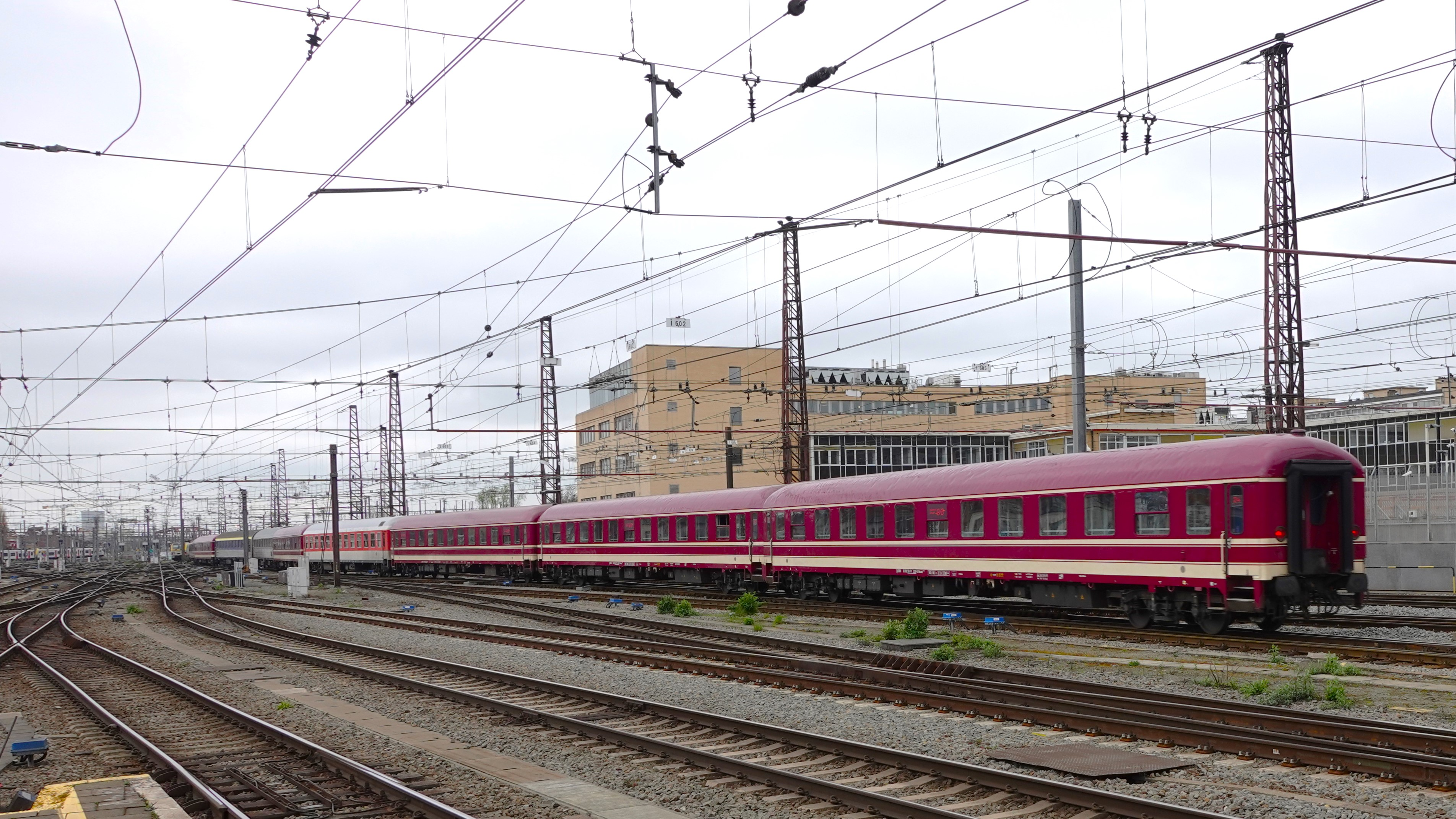
European Sleeper treinstel, onder andere gevormd uit Bvcmz 248.1 en 248.3, opgesteld op het station in Praag.
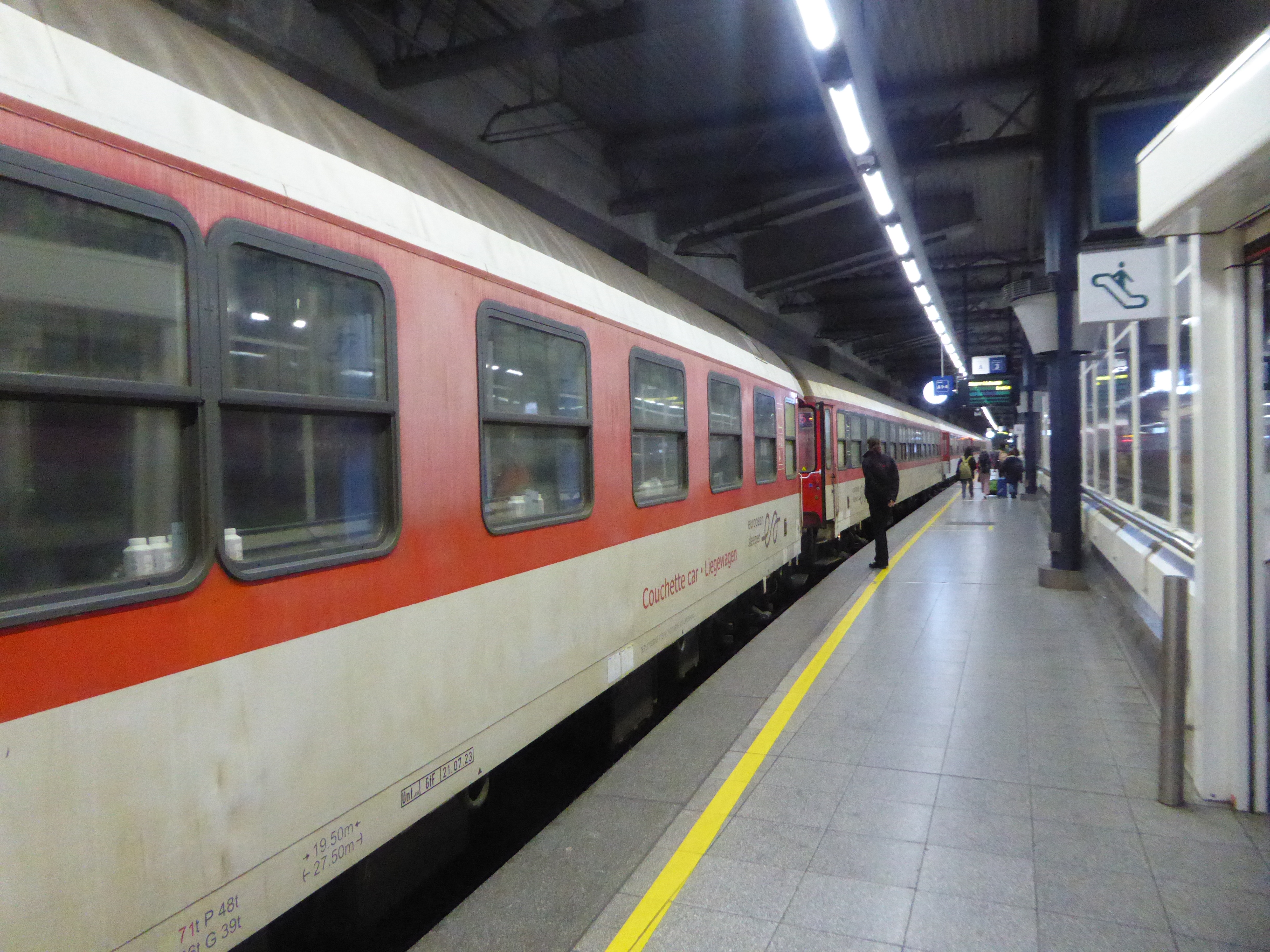
De trein wacht op zijn vertrektijd in Brussel Midi
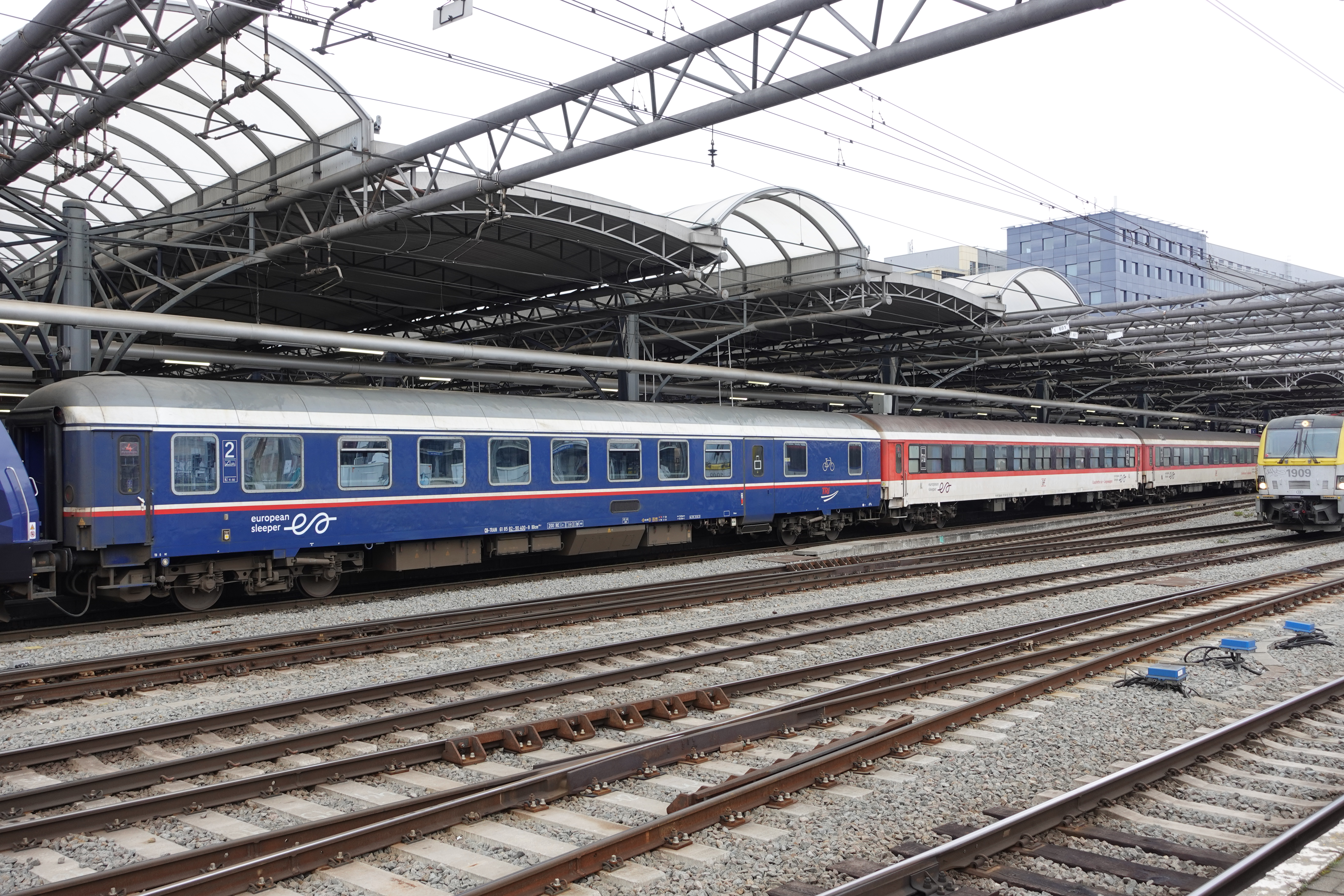
European Sleeper treinstel in Brussel Zuid

### Vanaf maart 2024: Brussel – Berlijn – Praag
Op 25 maart 2024 reed de European Sleeper voor het eerst door via Dresden en Bad Schandau naar Praag. Een dag later vond de eerste rit in de tegengestelde richting plaats. Sindsdien rijdt de trein drie keer per week, op zondag, dinsdag en donderdag, van Praag naar Brussel en drie keer ook weer terug. 's Maandags vertrekt er geen trein.
Tussen Brussel en het Duits-Tsjechische grensstation Bad Schandau is de Nederlandse spoorwegmaatschappij Train Charter Services (TCS) de vervoerder, waarbij in Tsjechië de nationale spoorwegmaatschappij České dráhy (CD) de vervoerder is.

In België is deze trein de eerste reizigerstrein sinds de vrijmaking van de markt die niet door NMBS of een van haar dochters vervoerd wordt.

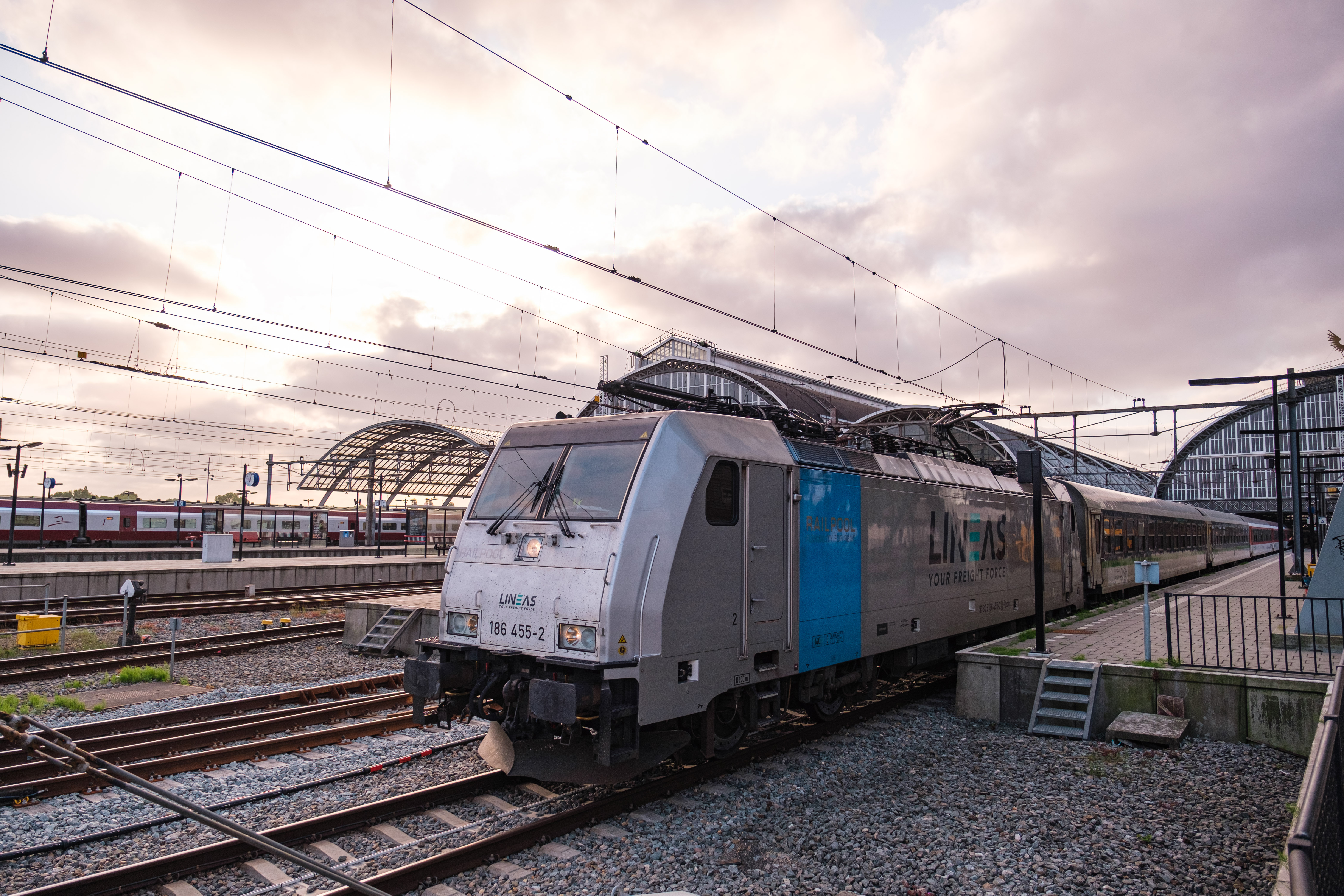
Vertrek van de eerste European Sleeper trein met reizigers uit Amsterdam Centraal op 27 mei 2023 met Lineas 186 aan de voorkant.
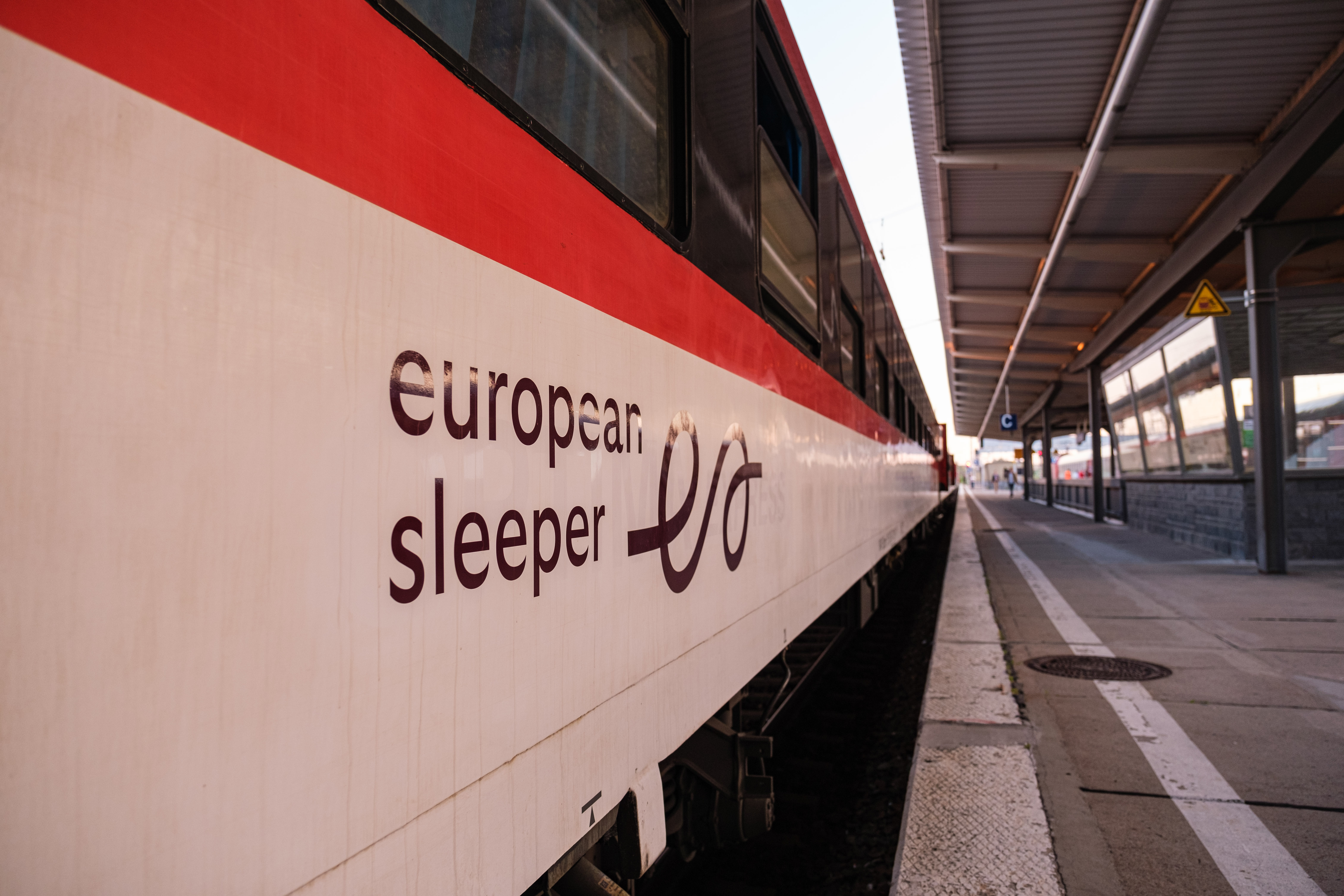
Eerste European Sleeper trein aan het perron in Berlijn-Lichtenberg.
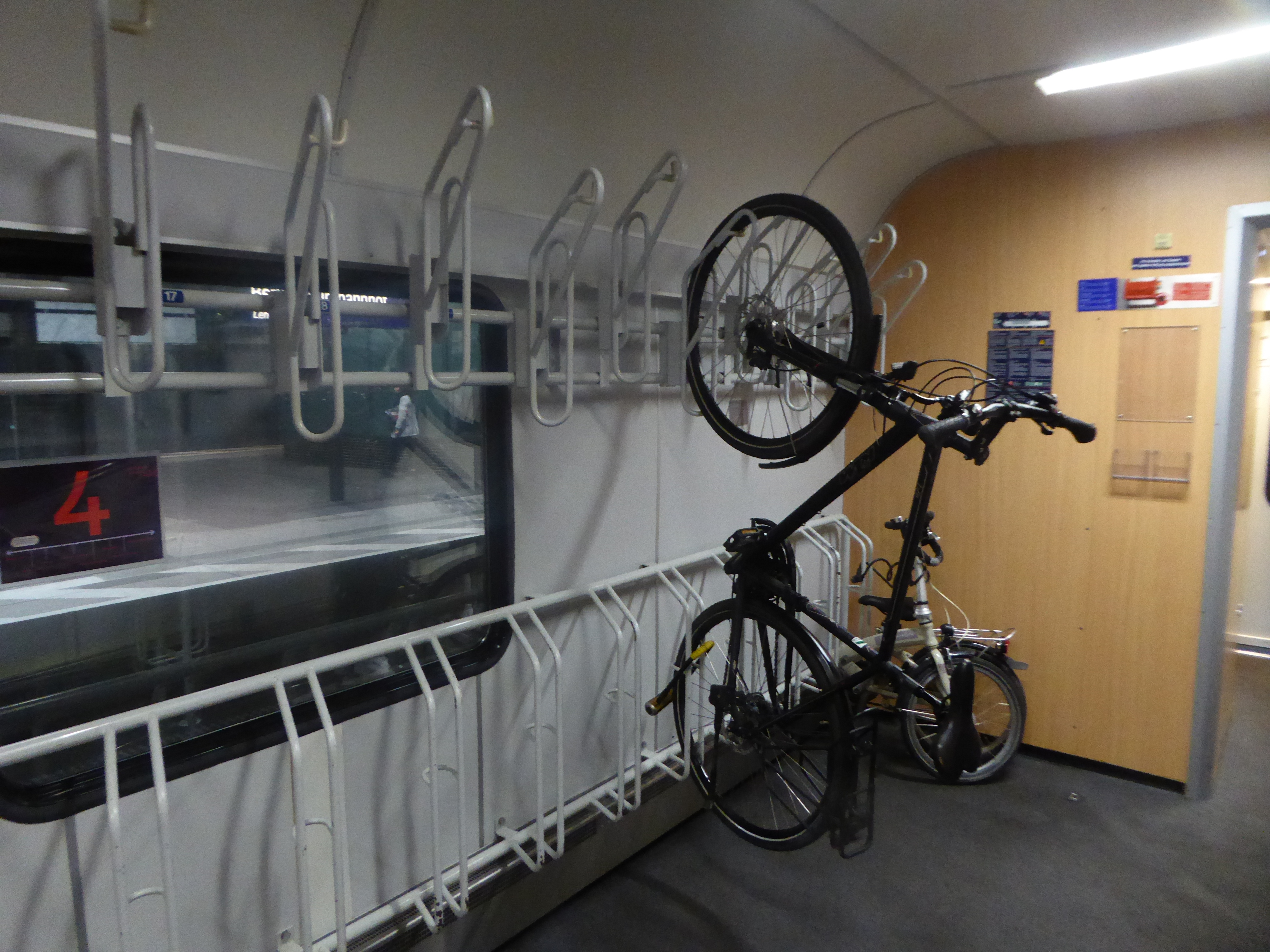
ligrijtuig BDcm met plaats voor 20 fietsen, in de zomermaanden

## naar Innsbruck - Venetië (februari - maart 2025)
In juni 2024 kondigde het bedrijf aan, dat ze tijdens het winterseizoen 2024-2025 een nachttrein willen laten rijden tussen Brussel, Oostenrijk en Venetië.

## Treinmaterieel
Het bedrijf had last van de algemene schaarste aan slaaprijtuigen in Europa, maar eind 2022 maakte het bekend voldoende materieel te kunnen huren. European Sleeper zet verschillende tweedehandsrijtuigen in, die origineel werden gebouwd tussen 1960 en 1980. Al deze rijtuigen werden tussen 1990 en 2010 vernieuwd door verschillende nationale spoorwegmaatschappijen, zoals Deutsche Bahn (Bvcmz 248.1, 248.3) en ÖBB (WLABm).
Tussen mei 2023 en maart 2024 bestond de trein meestal uit volgende rijtuigen: 
- een of twee CIWL-slaaprijtuigen type P,  gehuurd van TRI[7]
- meerdere 27,5 meter lange ligrijtuigen van type Bcmh met twee comfort-coupés in het midden van de rijtuig, gehuurd van GfF of WAGON SERVICE s.r.o.[7]
- een of twee ligrijtuigen van type BDcm met plaats voor 20 fietsen, gehuurd van TRI,[7], waardoor een fiets mee kan van juni tot en met augustus.
- een of twee zitrijtuigen van type Bo(d)mz, gehuurd van TRI[7]

Vanaf maart 2024 huurt European Sleeper nieuwere ligrijtuigen van type Bvcmz 248.1 en Bvcmz 248.3 van de Duitse rijtuig-verhuurder Euro Express Sonderzüge uit Münster. Deze rijtuigen beschikken over coupés met vijf bedden en airconditioning.

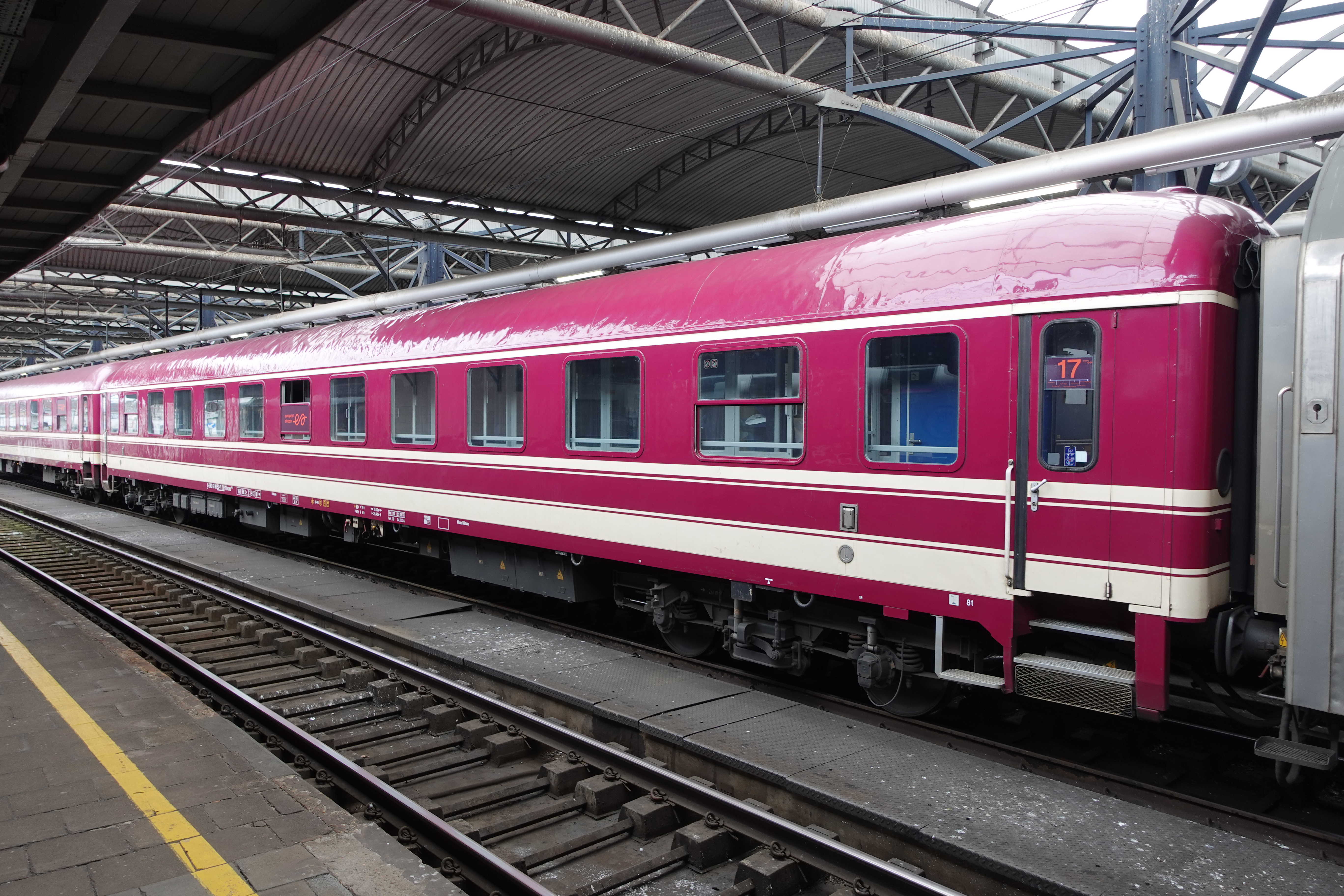
Ligrijtuigen van type Bvcmz 248.1 / 248.3 van de Duitse verhuurder EuroExpress.
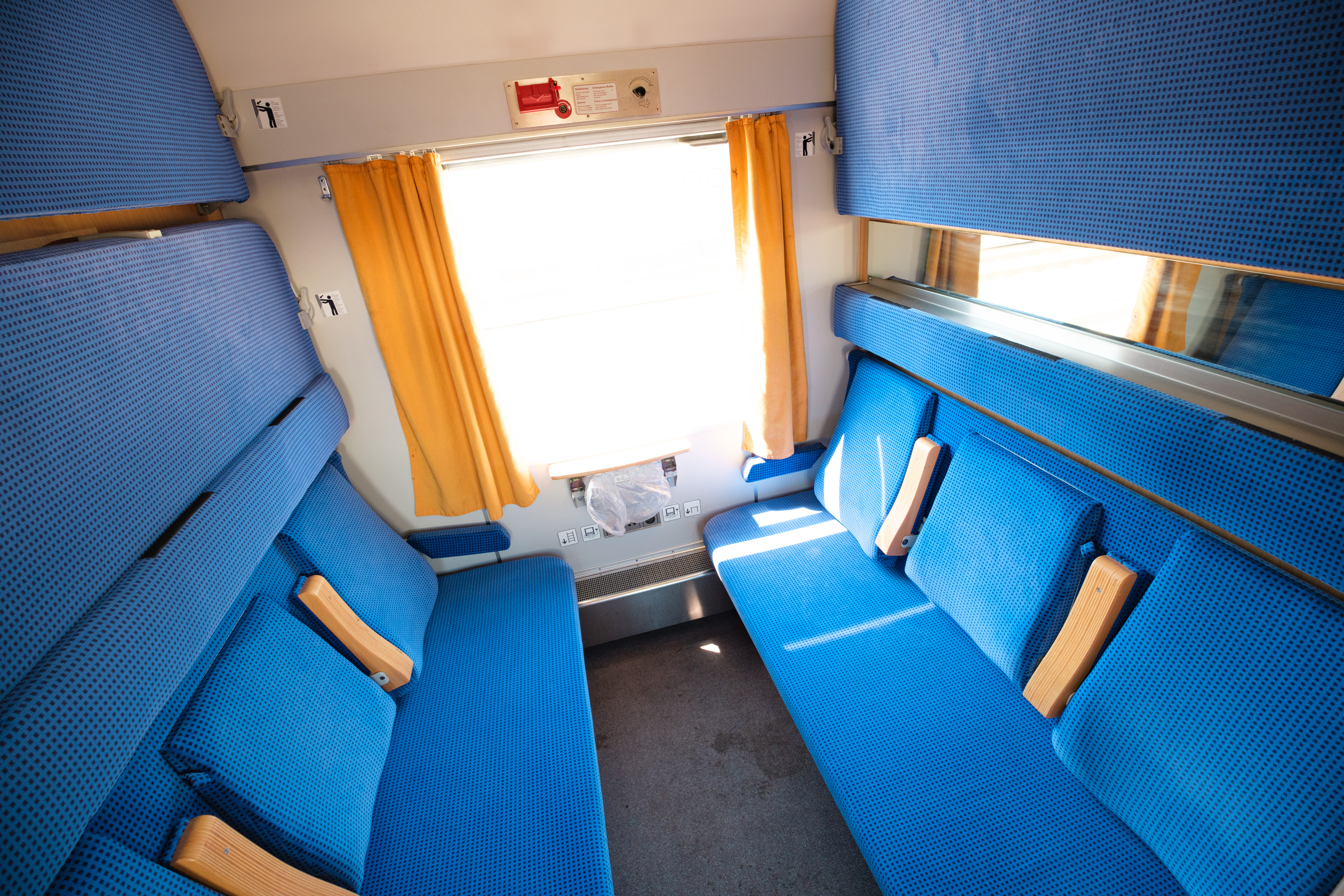
Coupé van een van de ligrijtuigen Bvcmz 248.1 met airconditioning en alleen vijf ligplaatsen.
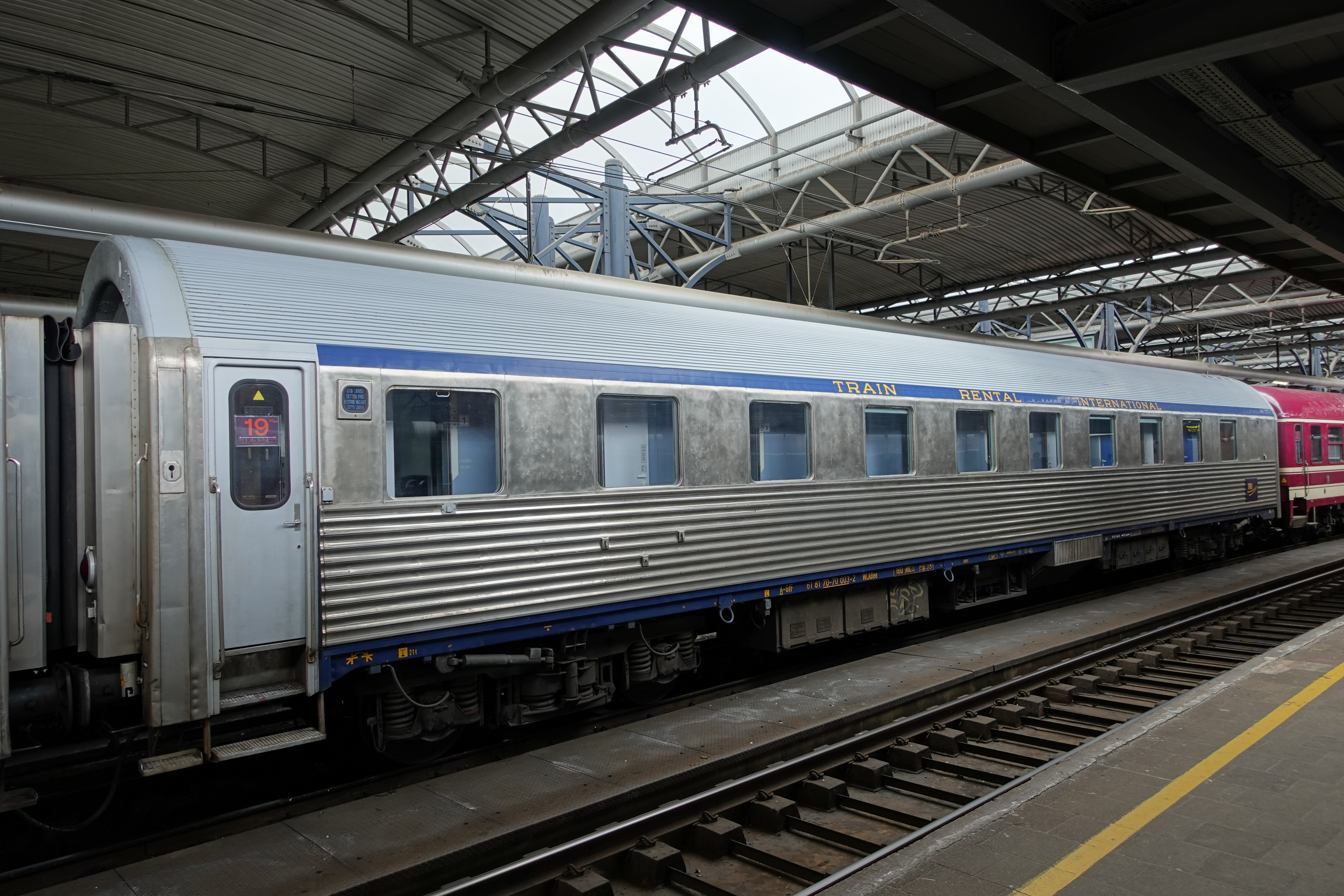
WLABm-slaaprijtuig (CIWL type P) in dienst voor European Sleeper.
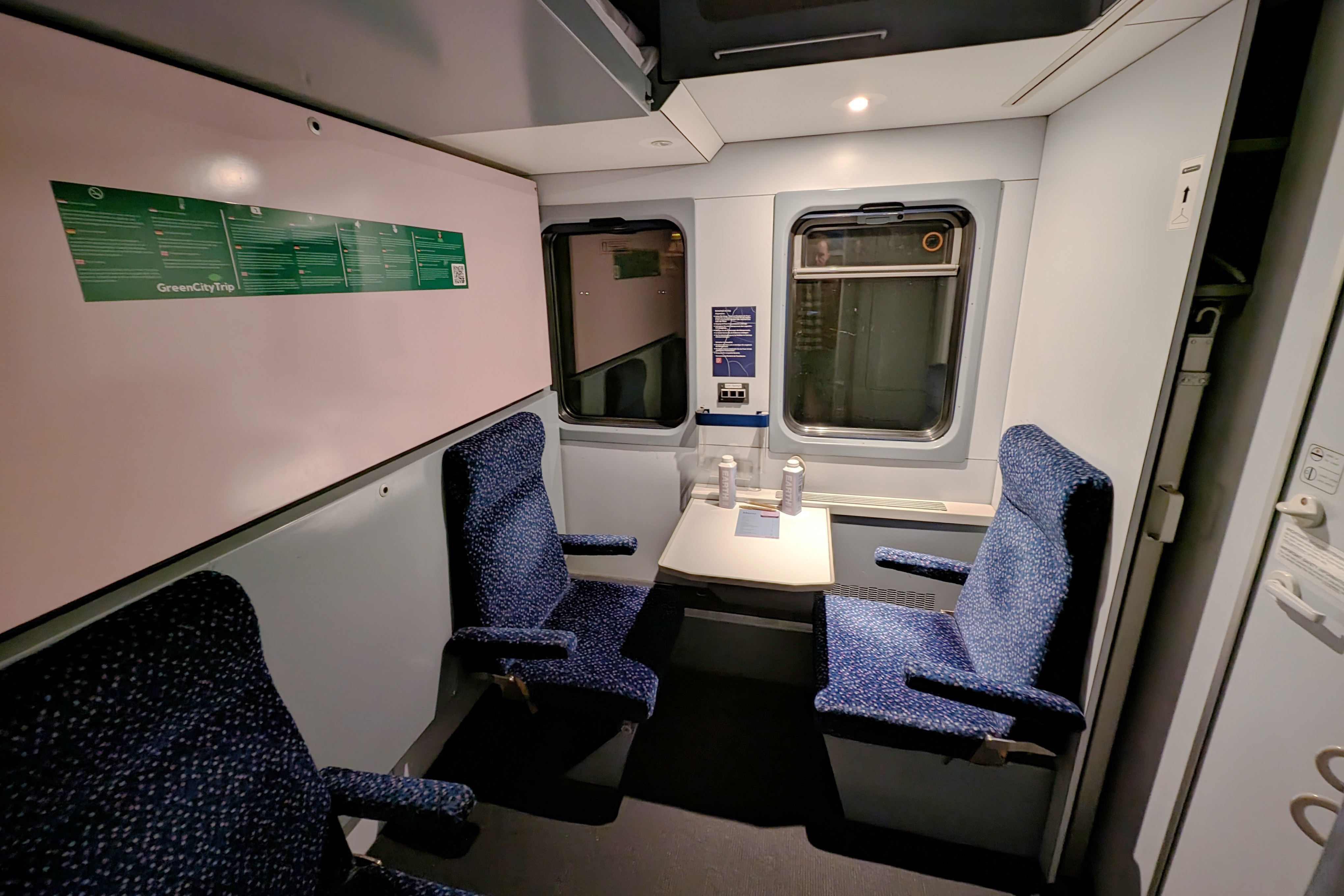
Coupé van een WLABm-slaaprijtuig (CIWL type P) in dienst bij European Sleeper.

### Restauratierijtuig
European Sleeper kondigde in juni 2024 aan dat ze in de herfst van 2024 hun trein met een restauratierijtuig willen laten rijden, tenminste voor een testfase. 
Daarvoor rijdt op bepaalde dagen in oktober-november 2024 een restaurantrijtuig (ARkimmbz 288.5) van TRI Train Rental mee.

## Geschiedenis
In april 2021 maakte European Sleeper haar plannen bekend voor een nachttrein Brussel - Amsterdam - Berlijn - Praag. Dat was toen met RegioJet als partner.
In juni 2021 haalde het bedrijf een half miljoen euro op bij de uitgifte van aandelen.
In januari 2022 werden in de Nederlandse Tweede Kamer vragen gesteld waarom deze nachttrein geen stop kreeg in Oost-Nederland.
In de zomer van 2022 brachten bij een tweede aandelenuitgifte ongeveer 1.400 nieuwe aandeelhouders 2 miljoen euro in.
In december 2022 maakte het bedrijf de startdatum bekend.
In februari 2023 koos de Europese Commissie deze nachttrein als een van de tien pilots voor internationaal treinverkeer, als alternatief voor korte vluchten. Hier hangen geen subsidies aan vast.
In de nacht van 21 naar 22 mei 2023 vond een testrit plaats.
Op 25 mei 2023 startte in Berlijn de eerste reguliere rit met reizigers richting Nederland en België, een dag later in omgekeerde richting.
Nadat de toenmalige concurrent GreenCityTrip in december 2023 haar eigen nachttreinverbinding naar Praag stopzette, werken deze partijen sinds februari 2024 samen. Daarbij verkoopt GreenCityTrip pakketreizen met de nachttrein van European Sleeper.
European Sleeper zette vanaf 25 maart 2024 deels andere ligrijtuigen in (5 ligplaatsen per coupé, Bvcmz 248) met meer comfort (airconditioning), die voorheen door GreenCityTrip werden ingezet.

## Toekomstplannen
In 2022 diende het bedrijf een aanvraag in bij de Autoriteit Consument & Markt om een nachttrein in te zetten tussen Nederland en Barcelona.